# Näsby socken, Småland
Näsby socken i Småland ingick i Östra härad, ingår sedan 1971 i Vetlanda kommun i Jönköpings län och motsvarar från 2016 Näsby distrikt.
Socknens areal är 49,39 kvadratkilometer, varav land 43,51. År 2000 fanns här 2 721 invånare. Kyrkbyn Näsby med sockenkyrkan Näsby kyrka ligger i socknen. 

## Administrativ historik
Näsby socken har medeltida ursprung.
Vid kommunreformen 1862 övergick socknens ansvar för de kyrkliga frågorna till Näsby församling och för de borgerliga frågorna till Näsby landskommun. Landskommunen inkorporerades 1952 i Vetlanda landskommun som 1971 ombildades till Vetlanda kommun.
1 januari 2016 inrättades distriktet Näsby, med samma omfattning som församlingen hade 1999/2000.  
Socknen har tillhört samma fögderier och domsagor som Östra härad. De indelta soldaterna tillhörde Kalmar regemente, Vedbo härads kompani och Smålands husarregemente, Hvetlanda skvadron, Hvetlanda.

## Geografi
Näsby socken ligger väster om Vetlanda vid övre Emån och sjöarna Tjurken, Flögen, Norrasjön och Grumlan. Socknen är höglänt med höjder som når 310 meter över havet och består av kuperad skogs och odlingsbygd.
Näsby karakteriseras av herrgårdarna, som var av stor betydelse i svunna tider. Detta gäller främst egendomarna Flishult, Hällinge, Bo gård och Hultaby.

## Fornlämningar
Några gravrösen från bronsåldern och två järnåldersgravfält finns här. Vid Hultaby finns ruinen av en medeltidsborg, Hultaby slott, nedbränd på 1360-talet.

## Namnet
Namnet (1300 Nesby), taget från kyrkby, består av förleden näs och efterleden by, gård.

### Fotnoter
1. 1 2 3  Svensk Uppslagsbok andra upplagan 1947–1955: Näsby socken
2. 1 2  Harlén, Hans; Harlén Eivy (2003). Sverige från A till Ö: geografisk-historisk uppslagsbok. Stockholm: Kommentus. Libris 9337075. ISBN 91-7345-139-8
3. ↑  Administrativ historik för Näsby socken (Klicka på församlingsposten). Källa: Nationella arkivdatabasen, Riksarkivet.
4. ↑  Indelta soldater, torp och rotar i Jönköpings län Arkiverad 24 januari 2012 hämtat från the Wayback Machine. Jönköpingsbygdens Genealogiska Förening
5. 1 2  Sjögren, Otto (1931). Sverige geografisk beskrivning del 2 Östergötlands, Jönköpings, Kronobergs, Kalmar och Gotlands län. Stockholm: Wahlström & Widstrand. Libris 9939
6. 1 2 3  Nationalencyklopedin
7. ↑  Fornlämningar, Statens historiska museum: Näsby socken, Småland
8. ↑  Fornminnesregistret, Riksantikvarieämbetet: Näsby socken, Småland Fornminnen i socknen erhålls på kartan genom att skriva in sockennamn (utan "socken") i "Ange geografiskt område"